# Kyrie & Leison
Kirie & Leison è una serie a fumetti satirica ideata e realizzata da Pino Zac.

## Storia editoriale
La serie venne pubblicata per la prima volta nel 1976 nella rivista Eureka della Editoriale Corno e poi su volumi antologici nella collana Eureka Selezione ed Eureka Pocket.

## Trama
Prendendo il titolo dalla liturgia penitenziale in lingua greca Kyrie Eleison (letteralmente "Signore, abbi pietà"), la serie ha per protagonisti un prete, Kyrie, e un diavolo, Leison, che lottano fra loro.